# Lepidochrysops albilinea
Lepidochrysops albilinea är en fjärilsart som beskrevs av Tite 1959. Lepidochrysops albilinea ingår i släktet Lepidochrysops och familjen juvelvingar. Inga underarter finns listade i Catalogue of Life.